# Шелест, Сергей Павлович
Сергей Павлович Шелест (17 августа 1965) — советский и российский футболист, защитник, полузащитник.
В начале карьеры играл в клубах второй лиги «Амур» Комсомольск-на-Амуре (1983—1984), «Новатор» Жданов (1985), «Динамо-2» Москва (1986). 1988 год начал в днепропетровском «Днепре», за который провёл один матч — 11 июня в Кубке Федерации в домашней игре против «Металлиста» (1:0) вышел на 80-й минуте. Затем вновь играл во второй лиге за «Звезду» Кировоград (1988—1989) и «Буковину» Черновцы (1990). В 1991 году был в составе ташкентского «Пахтакора», сыграл один матч в чемпионате СССР — 18 мая в домашней игре 12 тура против «Спартака» Владикавказ был заменён на 33-й минуте. В 1992 году сыграл 14 матчей, забил два гола во второй российской лиге за «Локомотив-д» Москва. В сезоне 1992/93 был в составе венгерского клуба «Серенч-Хедьялья». В 1998 году играл за команду КФК «Спартак-Чукотка» Москва, в 1999 — администратор клуба, игравшего во втором дивизионе.